# Javier Tebas
Xavier Tebas Medrano, (San José, Costa Rica, 31 de juliol de 1962), més conegut com a Javier Tebas, és un advocat espanyol i president de la Lliga Nacional de Futbol Professional, l'associació responsable d'administrar les dues lligues de futbol professional d'Espanya. Escollit per primera vegada l'abril del 2013, va ser reelegit per a un quart mandat el desembre del 2023. Tebas ha promès que aquest serà el seu darrer mandat, acabant el 2027.

## Nom
Durant el Fòrum de La Vanguardia «Defensa de l'ecosistema del futbol europeu» al març del 2023, el moderador del debat va preguntar a Javier Tebas si el seu nom real i oficial és en català «Xavier». I Tebas va respondre que sí. Va dir que tota la seva família en diu Xavi i que a l'escola també en deien «Xavi».

## Biografia
Procedent d'una família catòlica d'Osca, el seu pare era militar i la seva mare Gloria Medrano Mir, psicòloga i pedagoga, va ser catedràtica de la Universitat de Saragossa. Va néixer i va passar la seva primera infància a San José (Costa Rica), on s'havien desplaçat els seus pares per feina, per tornar a Espanya amb 4 anys.
Tebas va estudiar dret a la Universitat de Saragossa. Durant la seva època d'estudiant, va ser delegat provincial de les joventuts del partit d'extrema dreta Fuerza Nueva, una reminiscència dels nostàlgics del franquisme.
La seva experiència en dret mercantil, esportiu i concursal va ser decisiva per assessorar i representar nombrosos clubs de futbol al llarg de la seva carrera i crear un despatx d'advocats especialitzat en el món de l'esport.
Tebas ha treballat per a onze clubs de la Lliga, sent el seu primer càrrec el de president de la SD Huesca en 1993. Va ser vicepresident de la Lliga Nacional de Futbol Professional durant tres mandats, sent triat per primera vegada en 2001, i també va treballar per al grup de clubs G30, on va ajudar als clubs a negociar els seus acords televisius.
El 2013, Tebas va ser nomenat president de La Lliga després d'unes eleccions sense oposició en què va rebre el suport de 32 dels 42 clubs de La Lliga i Segona Divisió. Abans de les eleccions, Tebas havia promès netejar el futbol espanyol després de les acusacions de manipulació de partits, i també fer que les entrades per als partits fossin assequibles.
Tebas és simpatitzant del Reial Madrid, encara que ha dit que això no afecta a la seva neutralitat com a president.
L'arribada de Javier Tebas a la presidència va suposar un canvi radical en el funcionament de la Lliga. Entre les principals iniciatives que s'han introduït des que va assumir el càrrec de vicepresident (i posteriorment president) hi ha: la reestructuració econòmica dels clubs i el finançament de LaLiga, aconseguida gràcies a la venda centralitzada dels drets de retransmissió televisiva; dures mesures contra l'arreglament de partits; l'establiment de polítiques per aturar la violència o els abusos als estadis; i la digitalització i el desenvolupament multimèdia que permet als aficionats interactuar amb els clubs a través de múltiples canals.
Pel que fa a la venda centralitzada dels drets televisius, va ser un procés que es va aconseguir després de la formació del G-30, un grup de clubs que es van unir per a la venda dels seus drets televisius, del qual Javier Tebas va ser un dels principals promotors. Des del 2003, Tebas es va posicionar a favor de la venda centralitzada dels drets de televisió a través de LaLiga. La seva tasca al capdavant del G-30 ha reduït de mica en mica la bretxa d'ingressos entre clubs grans i petits.
Un altre dels seus èxits dins de LaLiga ha estat la reestructuració financera dels clubs. Les grans quantitats de deute que tenien els clubs de futbol, van portar els mateixos socis, els clubs, a autoimposar-se estrictes mesures de control econòmic i financer que serien aplicades per LaLiga. Per a aquesta tasca, Tebas va recórrer a Javier Gómez, exvicepresident del València CF, nomenant-li el seu segon de bord i director general amb la responsabilitat de fer complir la nova normativa interna.
Després de la implantació del control econòmic a partir del 2013, LaLiga va informar que durant els quatre primers anys de mandat de Tebas, el deute amb Hisenda es va reduir un 71% (de 647 milions d'euros a 184 milions d'euros) i els ingressos totals van augmentar un 48% (des de 2,236 milions d'euros a 3,327 milions d'euros) al juny de 2017.
Després de la implantació del control econòmic a partir del 2013, LaLiga va informar que durant els quatre primers anys de mandat de Tebas, els deutes amb Hisenda es van reduir en un 71% (de 647 a 184 milions d'euros) i els ingressos totals van augmentar un 48% (de 2.236 a 3.327 milions d'euros) el juny del 2017.
La gestió centralitzada dels drets audiovisuals va permetre incorporar nombrosos canvis i augmentar significativament els ingressos dels clubs. Per tal d'augmentar la seva audiència televisiva, es van adaptar els horaris dels partits perquè no coincidissin entre si i poguessin tenir cadascun una hora de començament diferent; aquestes mesures van ser aplaudides internacionalment però van suscitar crítiques entre els teleespectadors espanyols.

## Polèmiques
Durant el mandat, Tebas ha afirmat que els partits de la lliga espanyola podrien celebrar-se fora d'Espanya, seguint el camí de lligues com la NBA en disputar partits de la temporada regular a l'estranger. Els plans són celebrar un partit per temporada fora d'Espanya i Tebas ha dit que El Clàssic no seria un dels partits seleccionats. Els intents de LaLiga d'organitzar i celebrar un partit a Miami han estat frenats fins ara per la Federació Espanyola de Futbol (RFEF), que està en contra.
També ha dit que si Catalunya s'independitzés d'Espanya, els seus equips de futbol, inclosos el FC Barcelona i el RCD Espanyol, no podrien competir en les lligues de futbol espanyoles.

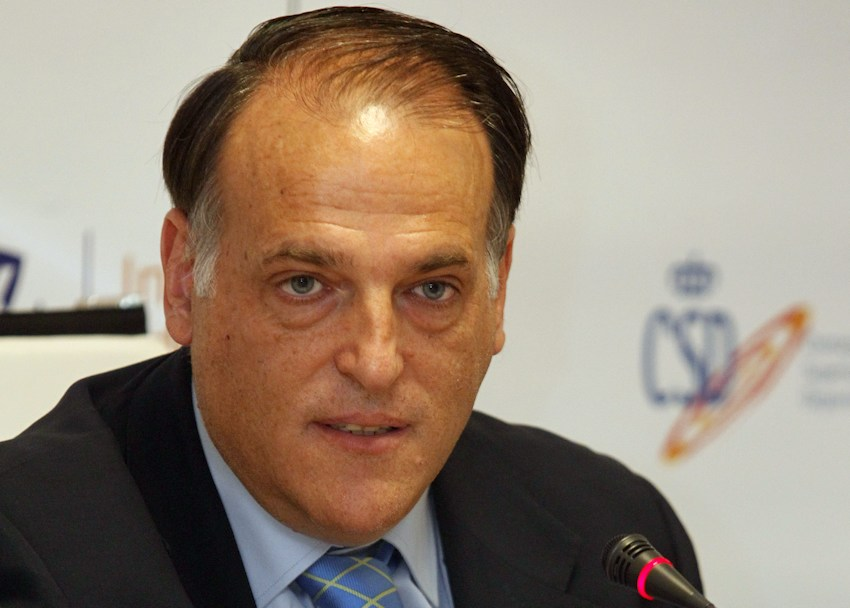
Tebas el 2013

El gener del 2019, Tebas va anunciar el seu suport al partit nacionalista d'extrema dreta Vox. Dient "em semblen bons", Tebas va dir a la Cadena Cope. "Ho dic des de fa temps. Espanya necessitava una alternativa com Vox. Cal respectar les 400.000 persones que els han votat a Andalusia. Si segueixen en aquesta línia llavors votaré Vox".
Tebas va ser crític amb l'expresident en funcions de la UEFA Ángel María Villar, que també va dirigir la Real Federació Espanyola de Futbol durant molts anys. El 2017, Villar va ser detingut i empresonat per càrrecs de corrupció. Tebas també s'ha mostrat crític amb la FIFA, afirmant que necessita una revisió del personal per recuperar la confiança de la comunitat futbolística. Tebas va culpar la FIFA de les filtracions d'informació contractual realitzades pel web Football Leaks sobre els detalls dels contractes dels jugadors de la Lliga.
Tebas ha liderat l'oposició a la Superlliga Europea o a qualsevol pla de la UEFA per establir un sistema de competicions europees semitancades que doni més poder als grans clubs a costa dels mitjans i petits. El seu raonament és que aquestes propostes suposarien la fi del futbol tal com el coneixem avui dia i serien molt perjudicials per a les lligues i clubs nacionals, així com per als aficionats, que podrien veure desaparèixer els seus clubs locals.
Tebas també argumenta que els plans serien perjudicials per als grans clubs i organitzadors d'aquestes propostes de 'superlligues'. Tebas afirma que tot i que els plans poden semblar lucratius per a aquest petit grup de clubs, a la llarga els aficionats perdrien interès i els clubs perdrien ingressos.